# Chevry-Cossigny
 Chevry-Cossigny  es una población y comuna francesa, en la región de Isla de Francia, departamento de Sena y Marne, en el distrito de Melun y cantón de Brie-Comte-Robert.

## Demografía
| 814 | 970 | 1255 | 1722 | 1954 | 3315 |
| Para los censos de 1962 a 1999 la población legal corresponde a la población sin duplicidades (Fuente: INSEE [Consultar]) |     |      |      |      |      |

## Personasjes vnculados
- Charles Pathé, productor cinematográfico.